# Костенко, Иван Алексеевич
Ива́н Алексе́евич Косте́нко (27 августа 1913 — 18 марта 1980) Участник Великой Отечественной войны, командир орудия 7-й батареи 560-го артиллерийского полка (319-я Двинская Краснознамённая стрелковая дивизия, 90-й стрелковый корпус, 43-я армия, 3-й Белорусский фронт), старший сержант, кавалер ордена Славы трёх степеней.

## Биография
Родился 27 августа 1913 года в станице Калниболотская (ныне Новопокровского района Краснодарского края) в казачьей семье. Русский. В 1925 году окончил 3 класса начальной школы. Работал в домашнем хозяйстве, затем - механизатором в Калниболотской машинно-тракторной станции.

### В РККА
В РККА - с 27 мая 1940 года. С первых дней войны - в действующей армии. Воевал на Ленинградском, Волховском, Северо- Западном, 2-м и 1-м Прибалтийских и 3-м Белорусском фронтах. Принимал участие в обороне Ленинграда и прорыве его блокады, Мадонской, Рижской, Мемельской и Восточно-Прусской наступательных операциях.

### На фронте
Проходил службу в должности командира орудия с февраля 1942 года в отдельном артиллерийском дивизионе 33-й стрелковой бригады. В ходе боёв в районе посёлка Синявино (ныне Кировский район Ленинградской области) орудие И. А. Костенко подбило танк, разрушило 3 блиндажа, уничтожило 2 миномёта, противотанковое орудие, 7 станковых пулемётов и до взвода живой силы противника. В феврале 1943 года бригада была передислоцирована в район города Старая Русса Ленинградской области (с 5 июля 1944 года - Новгородской области). Здесь артиллеристы в ходе наступательных боёв разрушили 2 блиндажа, уничтожили 3 станковых пулемёта с расчётами, около 25 солдат противника. Приказом командира бригады И. А. Костенко был награждён медалью «За отвагу».
В октябре 1943 года подразделения 33-й отдельной стрелковой бригады были обращены на формирование 319-й стрелковой дивизии. И. А. Костенко продолжил службу командиром орудия в 560-м артиллерийском полку этой дивизии. В ходе наступательных боёв севернее города Новосокольники Псковской области и при отражении контратак противника его расчёт уничтожил гаубицу, пушку, 3 станковых и 5 ручных пулемётов, 4 повозки и до 30 солдат противника. 22 июня 1944 года под сильным огнём противника И. А. Костенко заменил раненого наводчика и точным огнём уничтожил станковый пулемёт с расчётом, обеспечив продвижение стрелкового подразделения. Приказом командира дивизии И. А. Костенко был награждён орденом Красной Звезды.
Подвиг
В ходе продвижения 17 июля 1944 года части 319-й стрелковой дивизии вышли к реке Сарьянка в районе села Освея (ныне городской посёлок в Верхнедвинском районе Витебской области, Белоруссии), где были приостановлены организованным огнём противника. Расчёт И. А. Костенко под артиллерийским и миномётным обстрелом выдвинулся на открытую огневую позицию и открыл огонь по врагу. Точным огнём артиллеристов был подавлен огонь двух миномётов, уничтожены 2 станковых и 1 ручной пулемёт противника, что дало возможность нашим подразделениям форсировать реку. В ходе дальнейших боёв артиллеристы уничтожили артиллерийское орудие, автомашину, 3 повозки с военным имуществом, 5 пулемётов и до 30 солдат противника. Командиром полка И. А. Костенко был представлен к награждению орденом Красной Звезды.
Приказом командира 319-й стрелковой дивизии от 10 августа 1944 года старший сержант Костенко Иван Алексеевич награждён орденом Славы 3-й степени.
В ходе боёв на Земландском полуострове 3 марта 1945 года пехота противника при поддержке танков в районе населённого пункта Нойкурен (ныне город Пионерский Калининградской области) прорвала боевые порядки наших стрелковых подразделений и вышла в район огневых позиций артиллерии. И. А. Костенко быстро оценил обстановку и дал команду расчёту на открытие огня. Артиллеристы под огнём противника мужественно продолжали выполнять поставленную задачу. Их огнём было подбито 2 танка и уничтожено до 30 вражеских солдат. И. А. Костенко был ранен, но продолжал командовать орудием до полного отражения атаки противника. Командиром полка он был представлен к награждению орденом Красного Знамени.
Приказом командующего 43-й армией от 21 марта 1945 года старший сержант Костенко Иван Алексеевич награждён орденом Славы 2-й степени.
В период с 8 по 13 апреля 1945 года западнее города Кёнигсберг (ныне Калининград) орудие И. А. Костенко, находясь в боевых порядках наступающих стрелковых подразделений, поддерживало их огнём. За период боёв артиллеристы разрушили дзот, подавили огонь миномётной батареи, уничтожили 3 огневых точки, более 30 солдат противника и трех взяли в плен. 14 апреля расчёт И. А. Костенко был выделен в состав десантной штурмовой группы. Орудие буксировалось самоходной артиллерийской установкой, а расчёт передвигался на её броне. В ходе боёв расчёт И. А. Костенко уничтожил три 75-миллиметровых орудия и захватил два пулемёта противника. Указом Президиума Верховного Совета СССР от 29 июня 1945 года за образцовое выполнение боевых заданий командования на фронте борьбы с немецкими захватчиками и проявленные при этом доблесть и мужество старший сержант Костенко Иван Алексеевич награждён орденом Славы 1-й степени.
После армии
В 1946 году старшина И. А. Костенко демобилизован. Вернулся в родную станицу. Работал в колхозе. Умер 18 марта 1980 года. Награждён орденами Красной Звезды (17.07.1944), Славы 1-й (29.06.1945), 2-й (21.03.1945) и 3-й (10.08.1944) степеней, медалями, в том числе «За отвагу» (18.06.1943).

## Награды
- Орден Красной Звезды (17.07.1944)[4]
- Орден Славы I степени (29.06.1945)[2]/
- Орден Славы II степени (20.12.1944)
- Орден Славы III степени (10.08.1944)
- Медаль «За отвагу»(18.06.1943)
- Медаль «В ознаменование 100-летия со дня рождения Владимира Ильича Ленина» (6 апреля 1970)
- Медаль «За победу над Германией в Великой Отечественной войне 1941—1945 гг.» (9 мая 1945[8])
- Юбилейная медаль «Двадцать лет Победы в Великой Отечественной войне 1941—1945 гг.» (7 мая 1965[9])
- Юбилейная медаль «Тридцать лет Победы в Великой Отечественной войне 1941—1945 гг.»[10]
- Медаль «Сорок лет Победы в Великой Отечественной войне 1941-1945 гг.»[11]
- Медаль «За взятие Кёнигсберга» (9 июня 1945[12])
- Медаль «Ветеран Вооружённых Сил СССР»
- Медаль «30 лет Советской Армии и Флота».[13]
- Юбилейная медаль «40 лет Вооружённых Сил СССР»[14]
- Юбилейная медаль «50 лет Вооружённых Сил СССР» (26 декабря 1967[15])
- Юбилейная медаль «60 лет Вооружённых Сил СССР» (28 января 1978[16])
- Знак МО СССР «25 лет Победы в Великой Отечественной войне» (24 апреля 1970[1])

## Память
На аллее Воинской Славы в станице Новопокровской установлена каменная стела с бюстом Ивана Алексеевича Костенко. Его имя занесено на мемориал в сквере имени Г. К. Жукова в городе Краснодаре. О подвигах Ивана Алексеевича написано в книгах «Солдатская слава». На доме, где он жил, установлена мемориальная доска. На его могиле — памятник от Министерства обороны России.